# Distrito 12 (El Alto)
El distrito urbano municipal 12 de El Alto o denominado simplemente como distrito 12, es uno de los 14 distritos que conforman el municipio de El Alto, ubicado en la provincia de Murillo del departamento de La Paz. El distrito se encuentra al oeste del municipio y es considerado urbano. 
Según el último censo boliviano de 2012, el distrito 12 tiene una población de 19 816 habitantes, lo que le convierte en el distrito más poblado de la ciudad de El Alto de entre los 14 distritos. Porcentualmente, de todos los habitantes de El Alto, alrededor de un 2,33 % viven en el distrito 12.
En cuanto a su extensión territorial, el distrito 3 posee una superficie de 8,30 km² y una densidad de población de 2387 habitantes por km², siendo el segundo distrito más densamente poblado después del distrito 1.
El distrito 12 limita al norte con el distrito 4 y el distrito 3, al sur con el municipio de Viacha, al este con e distrito 2 y el distrito 4 y finalmente al oeste con el municipio de Laja

## Demografía
| Población Histórica del Distrito 3 de El Alto | Población Histórica del Distrito 3 de El Alto | Población Histórica del Distrito 3 de El Alto |
| Año                                           | Habitantes                                    | Fuente                                        |
| --------------------------------------------- | --------------------------------------------- | --------------------------------------------- |
| 1992                                          |                                               | Censo boliviano de 1992                       |
| 2001                                          |                                               | Censo boliviano de 2001                       |
| 2012                                          | 19 816                                        | Censo boliviano de 2012                       |
| 2020                                          |                                               | Estimaciones del INE                          |